# 五蓮県
五蓮県（ごれん-けん）は、中華人民共和国山東省日照市に位置する県。

## 歴史
1947年に諸城県・日照県・莒県の一部を分割し新たに五蓮県が設置される。

## 行政区画
- 街道:洪凝街道、高沢街道
- 鎮:街頭鎮、潮河鎮、許孟鎮、于里鎮、汪湖鎮、叩官鎮、中至鎮、松柏鎮
- 郷:石場郷、戸部郷